# Fortaleza de Gondomar

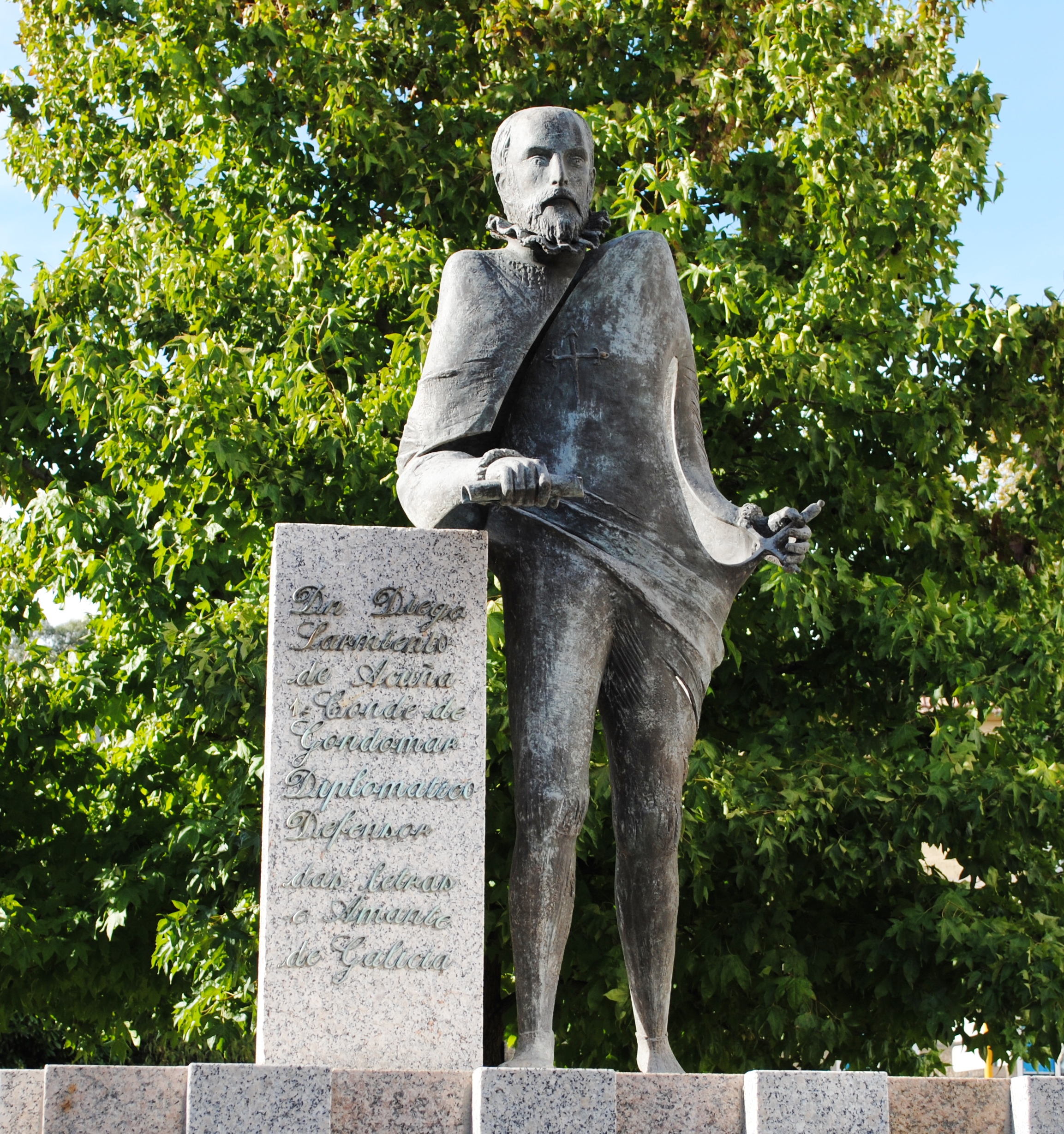
Diego Sarmiento de Acuña.

A fortaleza de Gondomar, ou pazo do Conde de Gondomar, situa-se no estremo Sur da vila de Gondomar, concelho pontevedrino da Comunidade Autónoma da Galiza (Espanha).

## História
As origens da fortificação remontam à Idade Média, acreditando-se como possível a sua fundação entre os séculos XIV e XV. Nestes seus primeiros tempos as suas dimensões seriam muito mais reduzidas.
No século XVI a praça-forte consta como propriedade do corregedor de Granada e capitão general de Canárias Garcia de Sarmiento. Foi na época do seu primogênito, no século seguinte, Diego Sarmiento de Acuña, ao que o rei Filipe III de Espanha concedeu o título de Conde de Gondomar em 1617, que o conjunto foi objeto de consideráveis modificações e ampliações.
Em 1665 foi invadido por exércitos portugueses que, no seu assalto, destruíram grande parte das edificações, sendo restaurado em estilo neoclássico.
Um incêndio produzido no século XVIII provocou o seu abandono até que no século XIX o condado de Gondomar se uniu por via matrimonial ao ducado de Medinaceli e começaram as obras de restauração que continuaram até princípios do século XX, reformas que deram como resultado a atual edificação.

## Características
Declarado Bem de Interesse Cultural, a maior parte da obra conservada atualmente é o resultado das reformas ordenadas pelo Conde de Gondomar. Situa-se numa fraga de árvores centenárias, rodeado por uma finca de consideráveis dimensões.
Conservam-se como elementos principais uma varanda “condal”, dois corpos laterais da muralha, várias escadas, o terraço, portas ornamentadas e outros elementos defensivos menores. A maior parte destes adscrevem-se à arte neoclássica.
O edifício principal distribui-se em 3 andares, encontrando-se encostada uma capela, do século XVII, com uma fachada com uma porta simples com arco de volta perfeita, e sobre esta um óculo que permite a iluminação do interior.
Dos ao redor de 3 quilômetros das muralhas originárias só se conservam alguns vestígios, bem como algumas guaritas.